# زینکانلو
زینکانلو یک روستا در ایران است که در دهستان فاروج واقع شده است. زینکانلو ۱۸۶ نفر جمعیت دارد. زبان اهالی این روستا کوردی کورمانجی می‌باشد. قدیمی ترین قوم های کرمانج  مطهری ها بود که در زینکانلو امروز زندگی میکردن